# Retable Oddi
Le Retable Oddi (en italien : Pala degli Oddi), aussi appelé Le Couronnement de la Vierge, est une peinture religieuse attribuée à Raphaël, réalisée vers 1503, conservée aux Musées du Vatican.

## Histoire
L'œuvre a été commandée pour la chapelle funéraire de la famille de Maddalena degli Oddi (d'où le nom de l'œuvre) en l'église San Francesco al Prato de Pérouse, par Leandra Baglioni, la veuve de Simone degli Oddi, mort en exil en 1498.
Le retable et sa prédelle restent dans la chapelle jusqu'en 1797 et les campagnes napoléoniennes. Ils sont emmenés à Paris où la peinture est marouflée sur toile pour des raisons de conservation.
En 1815, ils sont restitués à l'Italie et transférés au Vatican où le pape Pie VII décida de les installer dans la Pinacothèque vaticane.

## Sujet
L'œuvre représente un épisode de la vie de la Vierge Marie traité dans l'iconographie chrétienne et nommé le Couronnement de la Vierge ; un deuxième registre expose un autre épisode de la vie de la Vierge, celui de son Assomption. 
Le thème du l'Assomption est conjoint à celui du Sacro Cingolo. En effet, saint Thomas au centre tend entre ses mains la ceinture reçue comme don par Marie, c'est-à-dire la relique du Sacro Cingolo, vénérée à Prato, comme preuve de son élévation au ciel avec son corps (et ses vêtements).

## Description
Le tableau  est ici divisé en deux registres, typiques de l'école du Pérugin, maître de Raphaël. Les deux scènes sont superposées, séparées par une fine couche de nuages.
Du point de vue narratif, l'histoire se développe du bas vers le haut.
En bas, dans la partie terrestre, les onze apôtres sont disposés en hémicycle autour du sarcophage ouvert de Marie. Des lys blancs et des roses symbolisant la pureté ont poussé à la place du corps, sortant du sarcophage ouvert et placé en diagonale. Les apôtres sont stupéfaits devant l'apparition de la vision céleste, représentée dans la scène en hauteur.
En haut, dans la partie céleste, au format cintré (centinata), la Vierge est entourée de chérubins et de quatre anges musiciens, se préparant à être couronnée de la main du Christ ; deux putti sont allongés sur des petits nuages.

## Analyse

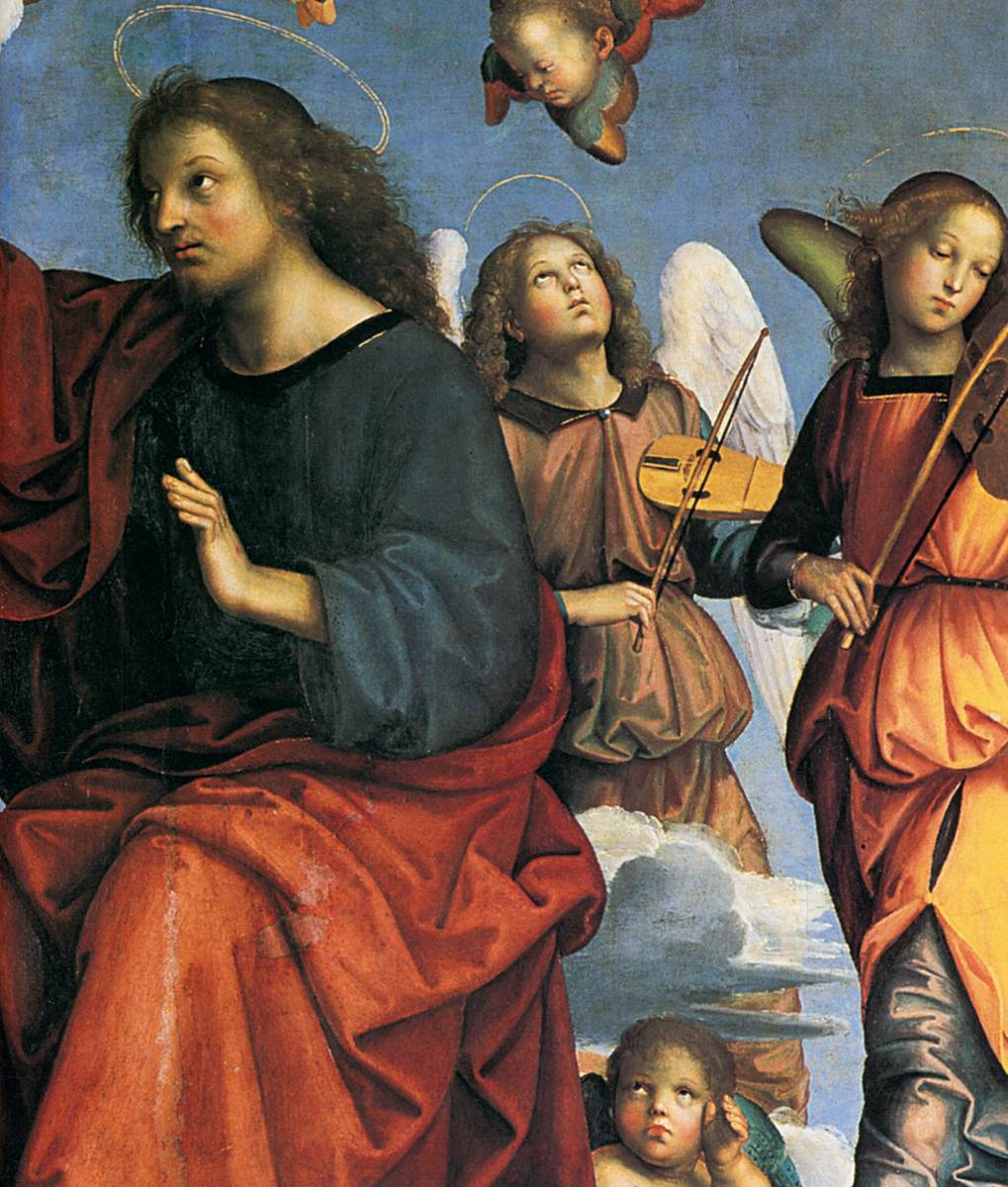
Détail.

Les documents d'archives faisant défaut, et essentiellement pour des motifs stylistiques, la subdivision du retable central laisse supposer que l'œuvre a été exécutées en deux phases distinctes.
Des disparités techniques et stylistiques entre les figures de la partie supérieure et celles de la partie inférieure sont importantes et ne peuvent être expliquées par la simple recherche de contraste entre la sphère céleste et la sphère terrestre. Dans la partie haute, les anges ont des robes flottantes et des expressions figées, avec une élégance quelque peu statique, tandis que dans la partie basse, les figures ont une conception monumentale et les physionomies font montre d'une étude poussée, qu'il faut attribuer à l'évolution stylistique de Raphaël, la réalisation de l'œuvre ayant nécessité beaucoup de temps. L'artiste ne parvient toutefois pas à créer une atmosphère unitaire
Le retable a été commencé à partir du haut. Les visages de la Vierge, du Christ et des anges montre que Raphaël y est encore proche de la peinture du Pérugin auprès de qui il s'est formé, conduisant à proposer une datation aux environs de 1502. Dans la partie inférieure, les apôtres sont représentés dans des attitudes variées, leur physionomies et leurs expressions montrent que Raphaël veut personnaliser son art et est plus critique à l'égard de l'exemple de son maître. Le raccourci du sarcophage et le réalisme de la profondeur de la perspective où il remet en question Le pérugin dans l'organisation spatiale, contestant l'alignement monotone des personnages typique du maître en recherchant plus de spatialité et de profondeur, ainsi que la plasticité et l'expressivité des apôtres, ont conduit à penser que cette partie a été réalisée après son bref voyage à Florence, où il a pu admirer la robustesse monumentale des figures peintes par Giotto et Masaccio. 
Pérugin s'était spécialisé avec des compositions similaires comme dans le Retable de Monteripido, datant de la même époque. Par comparaison on relève certaines avancées dans le langage de Raphaël qui tente de ressouder les deux zones sans toutefois supprimer la césure centrale et en insistant sur les expressions des divers personnages mais avec des limites définies di insistenza accademica (« insistance académique »).

### Prédelle
La prédelle, toujours à sa place, est composée de trois pièces mesurant 27 × 50 cm chacune. Lors du transfert, elles furent placées sur une toile unique, puis divisées et encadrées.
Trois scènes y sont représentées de gauche à droite : une Annonciation, une Adoration des mages, une Présentation au Temple. Les scènes sont inspirées de la prédelle du Retable de Fano du Pérugin. La lumière est néanmoins plus cristalline et l'ouverture au paysage plus important.

Annonciation, Adoration des Mages, Présentation au temple, les trois panneaux de la prédelle
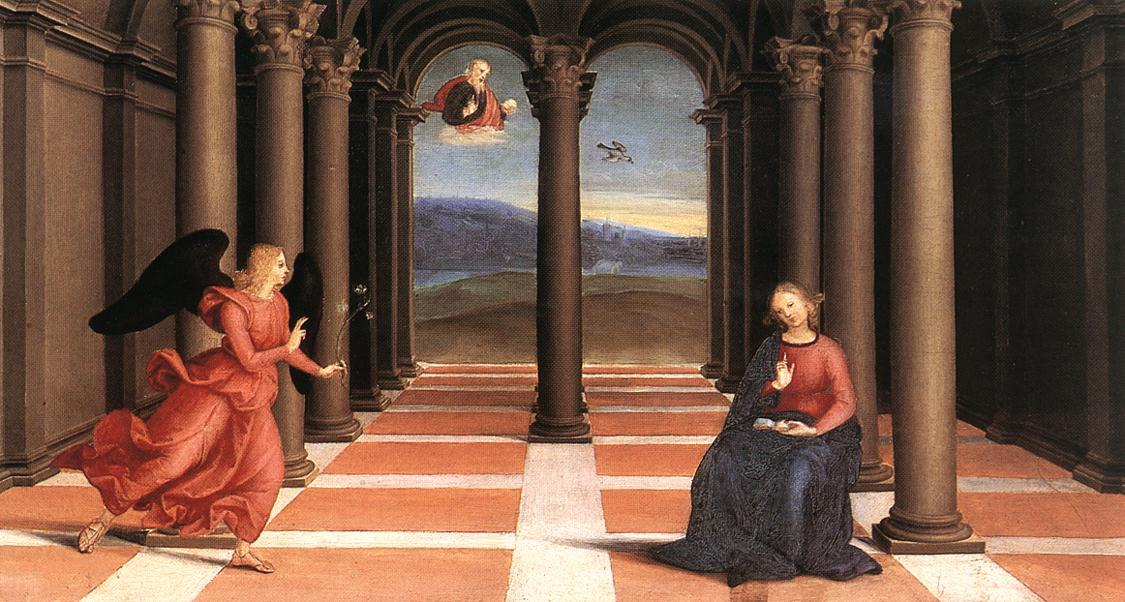
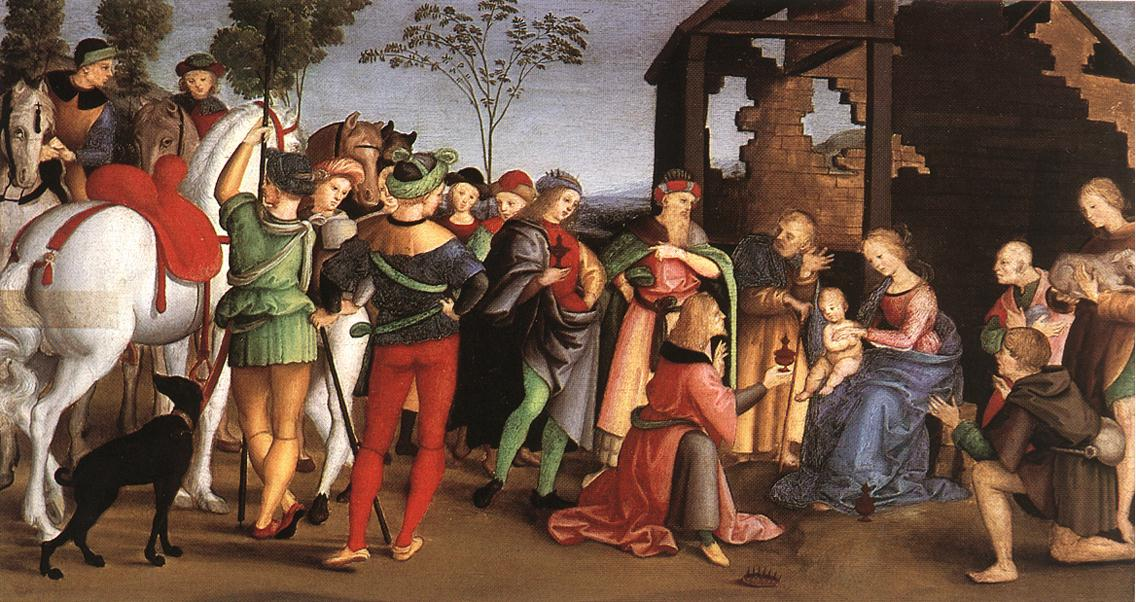
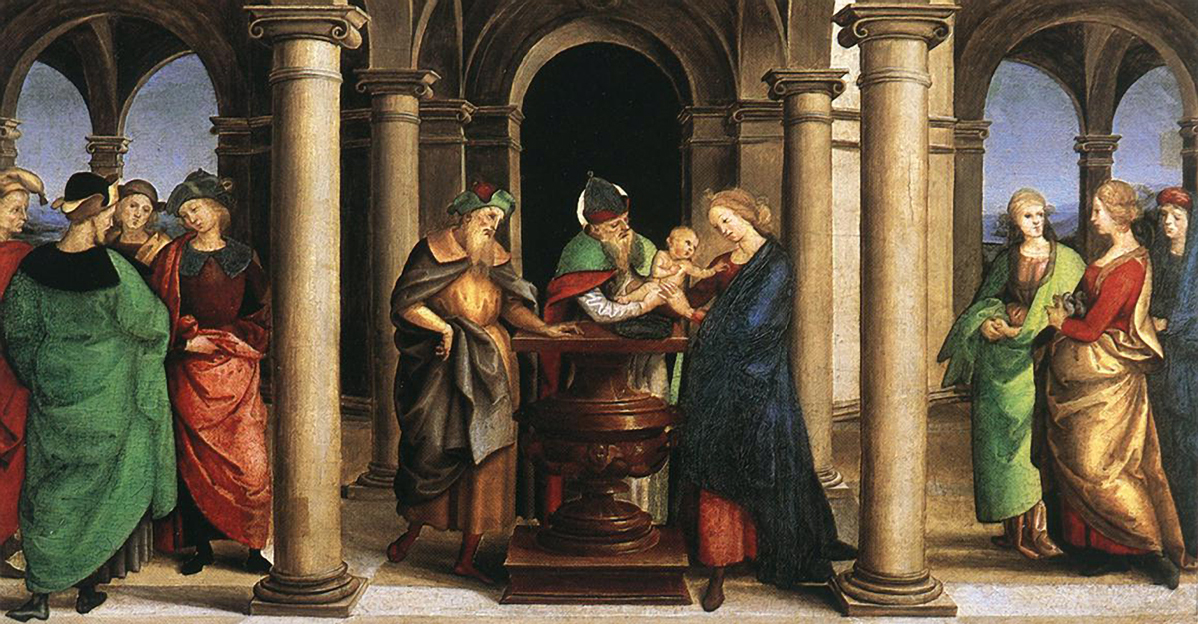

## Dessins préparatoires et cartons
Il existe divers dessins préparatoires, deux anges musiciens au Ashmolean Museum, Oxford, l'apôtre au premier plan sur la droite au British Museum de Londres, et l'apôtre au centre, saint Thomas, au Palais des beaux-arts de Lille.
La première version du dessin préparatoire de la tête de Jacques le Mineur est très personnalisée, comme s'il s'agissait d'un portrait de Raphaël en personne. Son image est plus idéalisée dans la peinture définitive.

### Carton deL'Annonciationde la prédelle
Ce carton est conservé au Département des arts graphiques du musée du Louvre à Paris.
Ce carton de 28,5 x 42,3 cm a les mêmes dimensions que la peinture dont il est en tout point semblable, sauf dans le paysage et dans l'ange qui ne tient pas de palme. Il nous est parvenu sans une partie à droite et sans la moitié supérieure du pilastre de gauche.
Raphaël a prêté une attention particulière à la construction de l'architecture et du pavement en perspective en marquant les points et les lignes au stylet et au compas, suivant les principes qui s'apparentent à ceux appliqués par Baldassarre Peruzzi. Sa façon de concevoir l'architecture a ici une portée symbolique : l'imminence de la Sainte Trinité se manifeste par la partition du lieu en trois espaces ; la Passion du Christ dicte la centralité d'une colonne qui sera celle de la flagellation de Jésus.
Ce carton reprend les idées mises en forme par Le Pérugin dans les panneaux de la prédelle de L'Annonciation de Fano. L'ange pourrait faire écho à celui de L'Annonciation de Luca Signorelli (Pinacothèque communale (Volterra)). Certains historiens y retrouvent le dynamisme de son père, Giovanni Santi.

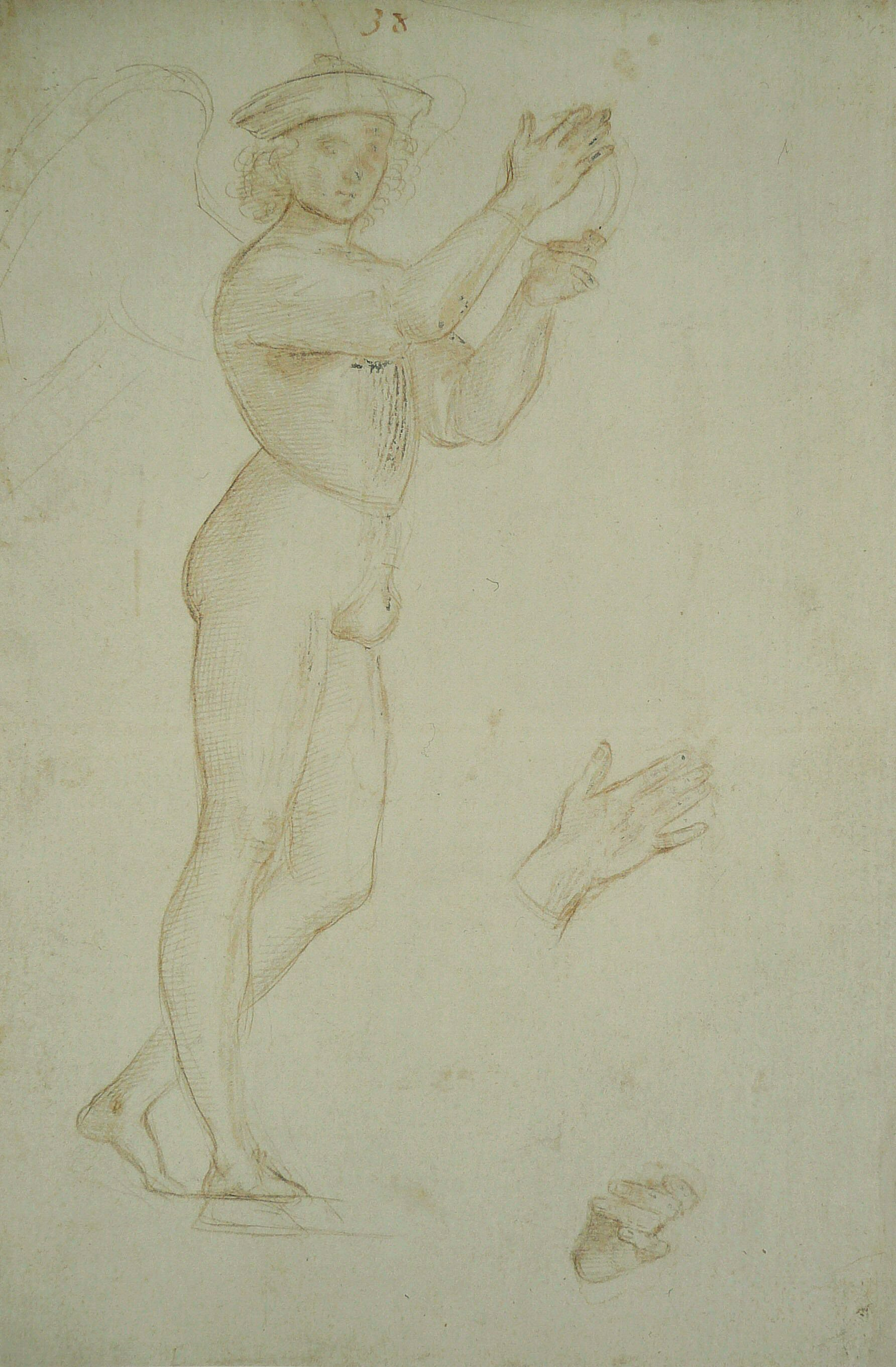
Dessin préparatoire, Oxford
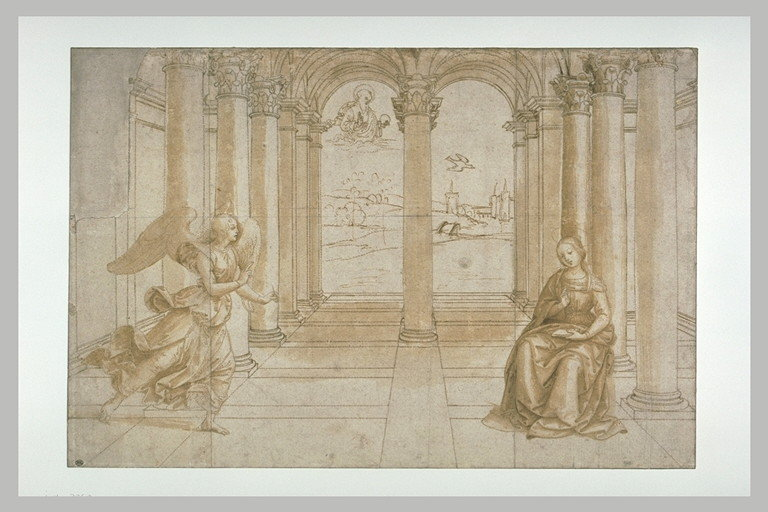
L'Annonciation, plume et encre brune, lavis brun-beige, pierre noire, musée du louvre, département des Arts graphiques, Inv. 3860